# Ursula Schönberger
Ursula Schönberger (* 14. April 1962 in München) ist Politologin, atompolitische Expertin und Projektleiterin des kritischen Fachportals Atommüllreport.de.

## Werdegang
Nachdem sie 1981 ihr Abitur in München machte, studierte Schönberger Politikwissenschaften zunächst an der Ludwig-Maximilians-Universität München, später an der Technischen Universität Braunschweig. 1991 absolvierte sie erfolgreich ihr Magisterstudium. Ab 1986 war sie als Bauzeichnerin in einem Braunschweiger Bauingenieurbüro tätig. 1994 bis 1998 war sie für Bündnis 90/Die Grünen Abgeordnete des Deutschen Bundestages. 1999 bis 2002 und 2005 bis 2013 arbeitete sie als wissenschaftliche Mitarbeiterin bei Abgeordneten des Deutschen Bundestages, zuerst bei Annelie Buntenbach, dann bei Ulla Lötzer.
Mit der 272-seitigen "Bestandsaufnahme Atommüll" gab Schönberger 2013 erstmals einen kompletten Überblick über den Atommüll in Deutschland. In Fortsetzung dieser Arbeit wurde die Online-Plattform atommuellreport.de aufgebaut, mit Schönberger als Projektleiterin. In dieser Funktion war sie unter anderem 2015 als Sachverständige im Umweltausschuss des Deutschen Bundestages geladen.

## Mitgliedschaften
Von 1980 bis 1985 gehörte Schönberger der Friedensbewegung an und war 1980 bis 1986 Mitglied der Deutschen Friedensgesellschaft – Vereinigte KriegsdienstgegnerInnen München. 1985 stieg sie in die Anti-Atomkraft-Bewegung ein und wurde 1986 Mitglied der GRÜNEN. 2002 trat sie vor allem wegen deren Zustimmung zu militärischen Einsätzen wieder aus der Partei aus. Sie ist Mitglied der Arbeitsgemeinschaft Schacht Konrad e.V., des Deutschen Alpenvereins und in der IG Bauen-Agrar-Umwelt. Im 2018 von ihr mit gegründeten Verein Archiv Deutsches Atomerbe ist Ursula Schönberger Vorstandsmitglied.